# Ryssländare
Ryssländare är alla invånare i Ryssland eller Ryska federationen oavsett deras etniska tillhörighet, kontrasterat mot ryssar som etnisk grupp. Ordet ryssländare var med på Svenska språknämndens nyordslista för 1991, i samband med Sovjetunionens upplösning. Det rekommenderas av Utrikes namnbok men används dock inte särskilt flitigt i svenskt språkbruk.

## Ord för samma begrepp på andra språk
På ryska användas substantivet Rossijanin (singular), Rossijanje (plural).
Det ryska ordet är mycket svåröversatt till de flesta andra språk, till skillnad från orden rysk och ryssar. Jämför dock den tyska formen russländisch som har bildats från ordet Russland, när på samma gång ordet rysk skrivs som russisch. De svenska motsvarigheterna är följaktligen ryssländsk, Ryssland och rysk.
Ordet användes redan på 1700-talet i mycket högtidlig stil av Feofan Prokopovitj, Michail Lomonosov (vanligtvis i författarens språk i "Ryska rikets historia") och Nikolaj Michajlovitj Karamzin och ställdes till en början inte emot begreppet "det ryska folket". Ordet började användas igen 1990 som en egen term som är bredare i sin betydelse än begreppet ryssar, men smalare som begrepp än "sovjetiska människor" eller det ""sovjetiska folket"". Det användes då under den ryska valkampanjen av det politiska blocket "Demokratiska Ryssland", som framträdde med slagord om Rysslands suveränitet, men som inte var för den ryska nationalismen.
Under 1990-talet användes termen regelbundet av Rysslands president Boris Jeltsin i hans TV-tal till folket vilka han ofta inledde med orden "Dorogije rossijanje!" (d.v.s. "Kära ryssländare!"). Vladimir Putin föredrar att använda tilltalet "Dorogije sootetjestvenniki!" (d.v.s. "Kära landsmän!").